# ويليام كولينز ويتني
ويليام كولينز ويتني (بالإنجليزية: William Collins Whitney)‏ هو شخصية أعمال ومحامي ومستثمر وسياسي أمريكي، ولد في 5 يوليو 1841 في الولايات المتحدة، وتوفي في 2 فبراير 1904 في نفس البلد. حزبياً، نشط في الحزب الديمقراطي. وقد انتخب الأمين العام (7 مارس 1885 – 4 مارس 1889).

## روابط خارجية
- ويليام كولينز ويتني على موقع الموسوعة البريطانية (الإنجليزية)
- ويليام كولينز ويتني على موقع إن إن دي بي (الإنجليزية)